# Keanau Post
Keanau Dennis Post (ur. 4 września 1992 w Victorii) – kanadyjski koszykarz występujący na pozycjach silnego skrzydłowego lub środkowego, reprezentant kraju, obecnie zawodnik Qatar Sports Club Doha.
21 sierpnia 2019 został zawodnikiem Polpharmy Starogard Gdański. We wrześniu opuścił klub.
2 stycznia 2020 dołączył do kosowskiego KB Borea Peja. 16 stycznia zawarł umowę z katarskim Qatar Sports Club Doha.

## Osiągnięcia
Stan na 17 stycznia 2020, na podstawie, o ile nie zaznaczono inaczej.
NJCAA
- MVP konferencji Great Rivers Athletic (2013)
- Zaliczony do:
  - I składu regionu 24. (2013)
  - II składu Junior College All-America (2013)
- Trzeci zawodnik akademicki NJCAA w kraju (2013 według Rivals.com)

NCAA
- Uczestnik II rundy rozgrywek turnieju NIT (2014)

Reprezentacja
- Mistrz Pucharu Williama Jonesa (2018)